# Aeroportul Shumba
Aeroportul Shumba (IATA: JAE, ICAO: SPJE) este un aeroport din Cajamarca, Peru ce deservește zona Jaén. Aeroportul a fost tranzitat în 2022 de 146.604 pasageri. A fost numit după zona deservită.
Situat la o altitudine de 755 m, aeroportul dispune de o singură pistă. Este operat de CORPAC⁠(d).